# Hyalophora euryalus
Hyalophora euryalus är en fjärilsart som beskrevs av Jean Baptiste Boisduval 1855. Hyalophora euryalus ingår i släktet Hyalophora och familjen påfågelsspinnare. Inga underarter finns listade i Catalogue of Life.

## Bildgalleri

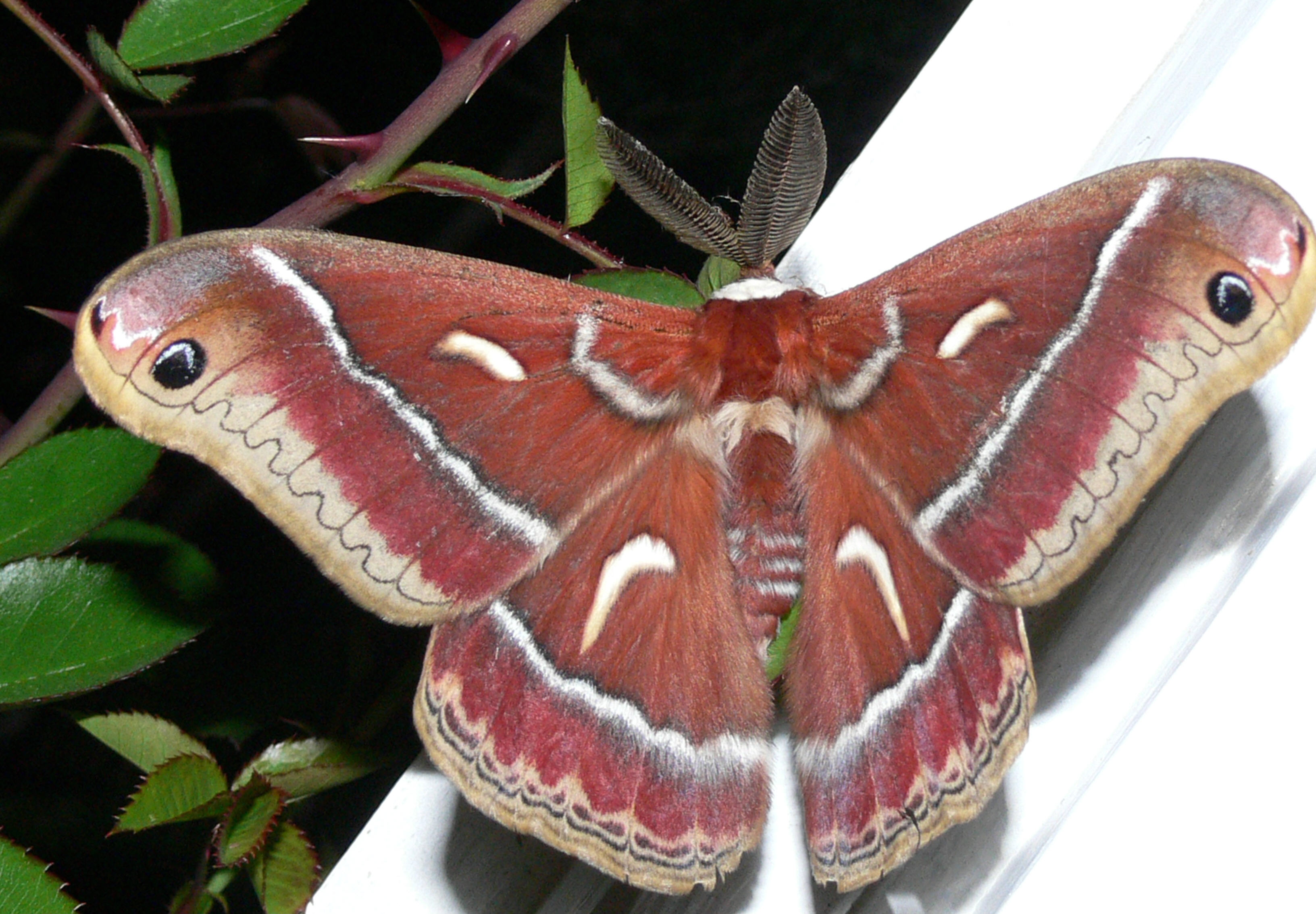